# Mörkegöl (Högsby socken, Småland)
Mörkegöl är en sjö i Högsby kommun i Småland och ingår i Emåns huvudavrinningsområde.